# Brenda Bakke
Brenda Bakke (Klamath Falls, 15 maggio 1963) è un'attrice statunitense.

## Biografia
Nata a Klamath Falls, cresce a Portland in Oregon. Divenuta maggiorenne si trasferisce a Los Angeles in California, dove studia recitazione presso l'Accademia americana di arti drammatiche. Inizia a lavorare come attrice a metà anni '80 sia apparendo in episodi di serie televisive sia interpretando ruoli minori in commedie a basso budget. Nel 1993 viene scelta come coprotagonista al fianco di Charlie Sheen e Valeria Golino del film Hot Shots! 2.
Durante gli anni '90 appare in altre pellicole mainstream hollywoodiane tra cui Trappola sulle Montagne Rocciose con Steven Seagal e L.A. Confidential, film che ottiene nove nomination agli Academy Awards, vincendone due. In ambito televisivo continua a recitare in numerosi episodi di serie televisive: in particolare ha ricoperto un ruolo principale in American Gothic, serie prodotta da Sam Raimi tra il 1995 e il 1996.

## Filmografia

### Cinema
- Una pazza vacanza di Natale (Last Resort), regia di Zane Buzby (1986)
- Vacanze bollenti per quei pazzi porcelloni (Hardbodies 2), regia di Mark Griffiths (1986)
- Scavengers - l'avvoltoio bianco (Scavengers), regia di Dee McLachlan (1987)
- Dangerous Love, regia di Marty Ollstein (1988)
- Armati fino ai denti (Fast Gun), regia di Cirio H. Santiago (1988)
- Death Spa, regia di Michael Fischa (1989)
- Gunhed (Ganheddo), regia di Masato Harada (1989)
- Another Chance, regia di Jesse Vint (1989)
- Nowhere to Run, regia di Carl Franklin (1989)
- Fist Fighter, regia di Frank Zuniga (1989)
- Solar Crisis, regia di Richard C. Sarafian (1990)
- The Medium, regia di Arthur Smith (1992)
- Hot Shots! 2, regia di Jim Abrahams (1993)
- Gunmen - Banditi (Gunmen), regia di Deran Sarafian (1993)
- Terminal Voyage - Missione Trion (Terminal Voyage), regia di Rick Jacobson (1994)
- Twogether, regia di Andrew Chiaramonte (1994)
- Trappola sulle Montagne Rocciose (Under Siege 2: Dark Territory), regia di Geoff Murphy (1995)
- Lone Justice 2, regia di Jack Bender (1995)
- Il cavaliere del male (Tales from the Crypt: Demon Knight), regia di Ernest Dickerson (1995)
- Lone Justice 3, regia di David Hemmings (1996)
- L.A. Confidential, regia di Curtis Hanson (1997)
- Rischio mortale (Shelter), regia di Scott Paulin (1998)
- Decisione rapida (The Quickie), regia di Sergej Vladimirovič Bodrov (2001)
- Visitor (Groom Lake), regia di William Shatner (2002)
- Moving August, regia di Christopher Fink (2002)
- Broken, regia di Scott Firestone (2004)

### Televisione
- Star Trek: The Next Generation - serie TV, episodio 1x08 (1987)
- Gli sceriffi delle nevi (High Mountain Rangers) - serie TV, 2 episodi (1987-1988)
- Le inchieste di Padre Dowling (Father Dowling Mysteries) - serie TV, episodio 3x04 (1990)
- I ragazzi della prateria (The Young Riders) - serie TV, episodio 2x14 (1991)
- Due come noi (Jake and the Fatman) - serie TV, episodio 5x10 (1992)
- Ned Blessing: The Story of My Life and Times - serie TV, 3 episodi (1993)
- Second Chances - serie TV, 2 episodi (1994)
- Le avventure di Brisco County Jr. (The Adventures of Brisco County Jr.) - serie TV, episodio 1x21 (1994)
- American Gothic - serie TV, 18 episodi (1995-1996)
- Trucks - Trasporto infernale (Trucks), regia di Chris Thomson – film TV (1997)
- Ryan Caulfield: Year One - serie TV, 2 episodi (1999)
- Streghe (Charmed) - serie TV, episodio 1x20 (1999)
- Popular - serie TV, 2 episodi (2001)
- Dark Angel - serie TV, episodio 1x13 (2001)
- CSI - Scena del crimine (CSI: Crime Scene Investigation) - serie TV, episodio 2x01 (2001)
- NYPD - New York Police Department (NYPD Blue) - serie TV, episodio 12x12 (2004)
- Dollhouse - serie TV, episodio 1x10 (2009)
- Dark Blue - serie TV, episodio 2x09 (2010)
- Medium Rare - serie TV (2010)
- The Mentalist - serie TV, episodio 2x14 (2010)